# Люхов (Лауэнбург)
Люхов (нем. Lüchow) — община в Германии, в земле Шлезвиг-Гольштейн.
Входит в состав района Герцогство Лауэнбург. Подчиняется управлению Зандеснебен. Население составляет 198 человек (на 31 декабря 2010 года). Занимает площадь 4,62 км².